# Parafia Niepokalanego Serca Najświętszej Maryi Panny w Roszkach
Parafia Niepokalanego Serca Najświętszej Maryi Panny w Roszkach – parafia rzymskokatolicka znajdująca się w diecezji kaliskiej, w dekanacie Raszków.